# Zamarada acichemena
Zamarada acichemena là một loài bướm đêm trong họ Geometridae.